# Gorgias Press
Gorgias Press è un editore indipendente statunitense di riviste e monografie accademiche a carattere religioso e linguistico. I temi trattati includono lingua e letteratura siriaca, cristianesimo siriaco, Oriente cristiano, Vicino Oriente antico, cristianesimo primitivo, ebraismo, mondo arabo e islam. Apparato critico di note a piè di pagina, introduzioni e postfazioni sono in genere in lingua inglese.
La società fu fondata nel 2001 da George Kiraz, un ingegnere e imprenditore di origine armeno-siriaca noto per i suoi studi sulla storia della lingua e della civiltà native. La sede dell'azienda è a Piscataway, nel New Jersey.

## Contenuti
Fra gli autori pubblicati vi sono gli studiosi seguenti: Sebastian Brock, Clinton Bennett, David C. Parker, Andrei Orlov, Iain Torrance, Philip Khuri Hitti, George Percy Badger, Ignatius Zakka I Iwas, Ignatius Afram I Barsoum, Ignatius Elias III, Carl Brockelmann, Aziz Suryal Atiya e William Hatch.
La casa editrice pubblica riviste accademiche sottoposte a revisione paritaria, ristampe di monografie accademiche, così come di titoli rari delistati dai cataloghi editoriali e finiti da anni fuori commercio. 

In particolare, nel 2010 sono usciti in stampa tre volumi di articoli peer-reviewed come parte di una serie dal titolo Foundations for Syriac Lexicography ("Fondamenti per la lessicografia del siriaco"), in coordinamento con l'International Syriac Language Project.

## Serie pubblicate
- Tigris
- Euphrates
- Harp of the Gazelle